# Maurice Delavier
Pour les articles homonymes, voir Delavier.
Maurice Delavier, né le 9 novembre 1902 à Paris, ville où il est mort le 23 novembre 1986, est un peintre orientaliste, commissionnaire en fleurs, photographe et graveur français.

## Biographie
Fils de fleuristes, Maurice Delavier naît le 9 novembre 1902 dans le 9e arrondissement de Paris.
Il expose au Salon des artistes français dès 1925. Prisonnier lors de la Seconde Guerre mondiale, il exécute des croquis de la vie dans un stalag. 
On lui doit, entre autres, les bois du Raboliot de Maurice Genevoix (1927).
Maurice Delavier habite au no 25, quai des Augustins quand il épouse en 1933, la photographe Alice Schmidt.  Suivant la tradition familiale, tout au long des années 1930, il conserve son activité de commissionnaire en fleurs. Avec son épouse, ils résident toujours près de la Seine dans une maison avec d'autres peintres au no 19, quai Saint-Michel. C'est de son domicile, lors de la libération de Paris le 19 juin 1944, qu'il prend des photographies aujourd'hui conservées au Musée Carnavalet . Il y habite jusqu'à sa mort.
Maurice Delavier meurt le 23 novembre 1986 au sein de l'hôpital Cochin dans le 14e arrondissement, et est inhumé au cimetière de Soisy-sur-Seine. 